# Ley de Amagat

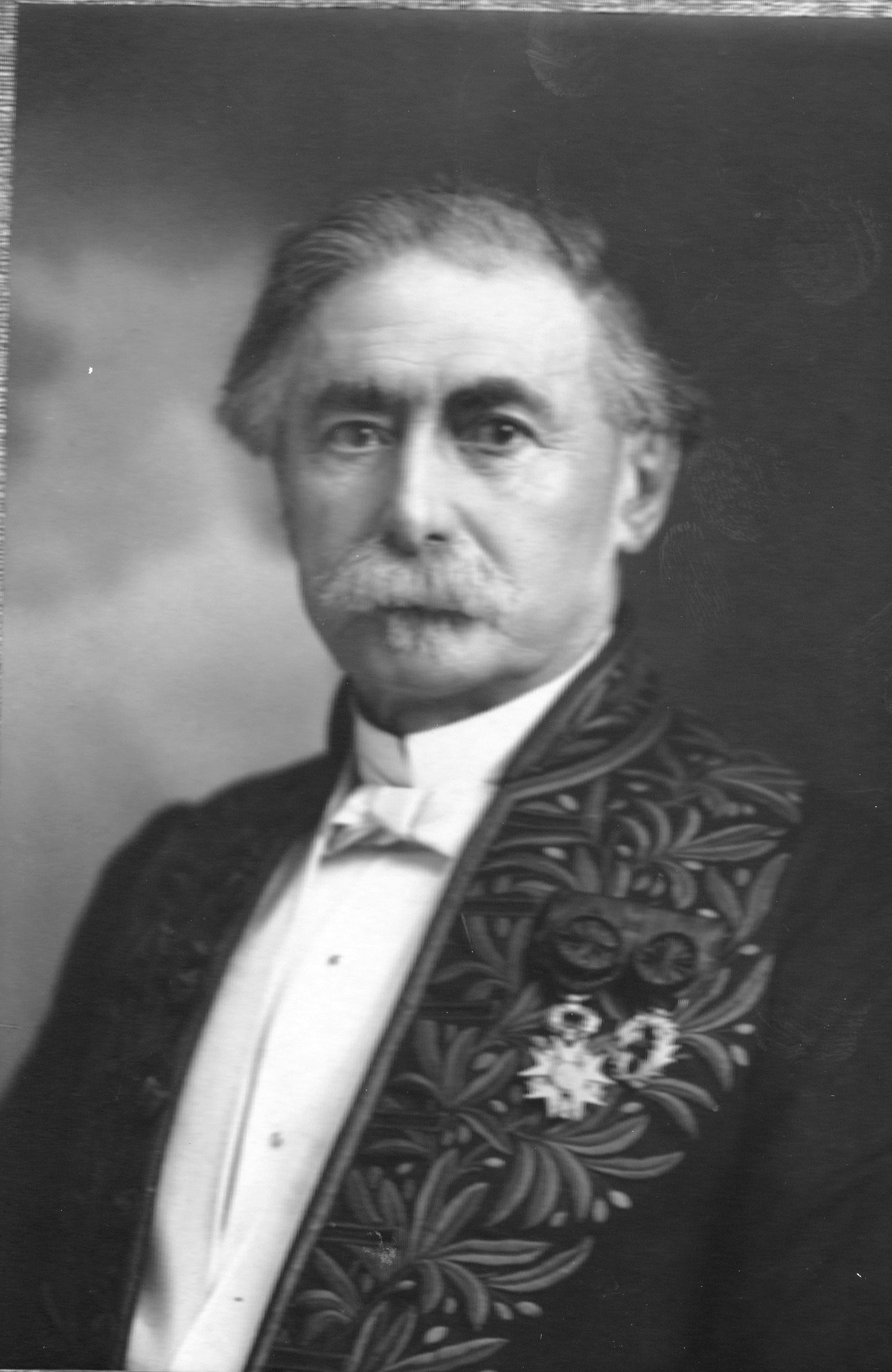
Emile Amagat,científico que promulgó la ley epónima.

La ley de Amagat (ley de los volúmenes parciales) establece que en una mezcla de gases, cada gas ocupa su volumen como si los restantes gases no estuvieran presentes. El volumen específico de un determinado gas en una mezcla se llama volumen parcial (v). El volumen total de la mezcla se calcula simplemente sumando los volúmenes parciales de todos los gases que la componen.

## Etimología
La ley de Amagat es llamada así en honor al físico francés Emile Amagat (1841-1915), quién la enunció por vez primera en 1880.

## Simbología
| Símbolo               | Nombre             | Unidad  |
| --------------------- | ------------------ | ------- |
| {\displaystyle N_{i}} |                    |         |
| {\displaystyle p}     | Presión            | Pa      |
| {\displaystyle T}     | Temperatura        | K       |
| {\displaystyle V}     | Volumen total      | m3      |
| {\displaystyle v_{i}} | Volumen específico | m3 / kg |

## Descripción
De acuerdo a la ley de Amagat de volumen parcial, el volumen total ({\displaystyle V}) de una mezcla no reactiva de gases a temperatura ({\displaystyle T}) y presión ({\displaystyle p}) constante es igual a la suma de los volúmenes parciales de los gases constituyentes. Así que ({\displaystyle V_{1},V_{2},...,V_{n}}) son considerados  como los volúmenes parciales de los componentes en la mezcla gaseosa, entonces el volumen total ({\displaystyle V}) es:
{\displaystyle V=\sum _{i}V_{i}=V_{1}+V_{2}+V_{3}+...+V_{n}}
La ley de Amagat establece que el volumen extensivo ({\displaystyle V=N\ v}) de una mezcla de gases es igual a la suma de volúmenes de los ({\displaystyle k}) gases componentes, si la temperatura ({\displaystyle T}) y la presión ({\displaystyle p}) permanecen constantes:
{\displaystyle N\ v(T,p)=\sum _{i=1}^{K}N_{i}\ v_{i}(T,p)}
Esta es la expresión experimental del volumen como una magnitud extensiva.
Ambas, la ley de Amagat y la ley de Dalton predicen las propiedades de la mezcla de gases. Sus predicciones son las mismas para gases ideales. Entonces, para gases reales (no ideales), el resultado difiere. La ley de Dalton para presiones parciales asume que los gases en la mezcla no interactúan (uno con el otro) y cada gas independientemente aplica su propia presión, la suma de las cuales es la presión total.